# زبان بوندلی
زبان بوندلی (دیواناگری: बुन्देली یا बुंदेली، زبان اردو|اردو: زبان بندیلی) یکی از زبان‌های هندی است که در بولدنکند در مادایا پرادش و جنوب اوتار پرادش گویشورانی دارد. گاه بوندلی را گویشی از زبان هندی می‌شمرند.